# Кириківка
Кири́кі́вка — селище в Україні, адміністративний центр Кириківської селищної громади Охтирського району Сумської області. Населення — 2885 осіб (2017).

## Географія
Селище міського типу Кириківка розташоване за 89 км від обласного центру, 22 км від районного центру та за 32 км від Великої Писарівки, в лісостеповій зоні в місці впадіння річки Весела в річку Ворсклиця, яка впадає в річку Ворскла. Річки в цьому місці звивисті, утворюють лимани, стариці і заболочені озера. Примикає до колишнього села Заводське, на відстані 1 км розташоване найближче  село Іванівка.
Через селище пролягає залізнична лінія Харків — Суми, на якій розташована однойменна залізнична станція. Поруч із селищем пролягає автошлях територіального значення Т 1705.

## Історія
Як і більшість населених пунктів району, селище Кириківка немає точної дати його заснування, але в останній чверті XVII століття село Кириківка зустрічається в документах, де вказано про заснування його переселенцями з Наддніпрянщини. Привів їх сюди осавул Кирик. За його іменем і було назване поселення. Спочатку воно складалося з 10 домогосподарств, але родючі землі, річка Ворскла приваблювали людей, які втікали від гніту польських феодалів. Наприкінці XVIII століття Кириківка стала сотенним містечком Охтирського полку, а вже в середині XVIII століття — військовою слободою. 1732 року в Кириківці налічувалось 1062 жителів та 267 домогосподарств. Земельні угіддя, в основному, належали кириківському сотнику М. Линицькому та козацькій старшині.
За даними на 1864 рік у казеній слободі, центрі Кириківської волості Охтирського повіту Харківської губернії, мешкало 2384 особи (1140 чоловічої та 1244 — жіночої статі), налічувалось 451 домогосподарство, існувала православна церква, відбувалось 4 щорічних ярмарки та базари.
У 1878 році на території селища відкрита залізнична станція Кириківка. Перші поїзди через станцію пройшли у тому ж році у напрямку Мерефа — Ворожба. У 1895 році побудована вузькоколійна залізниця Кириківка — Охтирка, а станція Кириківка набула статусу вузлової.
Станом на 1914 рік кількість мешканців села зросла до 4616 осіб.
За новим адміністративним поділом 1923 року було утворено Кириківський район з адміністративним центром у Кириківці. До листопада 1923 року район входив до складу Богодухівської округи, після листопада 1923 року — до Охтирської округи Харківської губернії, а з 1925 року — до Харківської округи. Відбулися зміни в галузі медицини, освіти та культури. Станом на 1926 рік у селі були вже лікарня, медичний пункт, аптека. Початкову школу відвідувало 66 дітей, яких навчали два вчителі. Для сиріт був  відкритий дитячий будинок.
Восени 1928 року постановою Президії Харківського окружного виконавчого комітету Кириківський район був ліквідований, а його територія включена до Охтирського району. Трудову початкову школу перетворено на семирічну. 1935 року на базі семирічки почала працювати середня загальноосвітня школа. Наприкінці 1930-х років у школі налічувалось 42 вчителі та  понад 1 000 учнів. Були в Кириківці ще дві початкові школи, які відвідувало майже 500 дітей, яких навчало 12 учителів.
1929 року окупаційна радянська влада почала в селі колективізацію. 1932 року в селі було 5 колгоспів: «Червоний серпень», «Червоний шлях», «Вільна праця», «Нове життя» та «Ленінський шлях» (у 1950 році відбулось об'єднання колгоспів в один колгосп «Ленінський шлях», який згодом став великим механізованим господарством).
Під час організованого радянською владою Голодомору 1932—1933 років померло щонайменше 199 жителів селища.
З 1939 року Кириківка Охтирського району увійшла до складу Сумської області.
У 1941 році, після початку німецько-радянської війни, селище було тимчасово окуповане німецько-фашистськими військами. 20 лютого 1943 року Кириківка деокупована радянськими військами, проте, 13 березня Червона армія змушена була залишити село під натиском переважаючих сил ворога. Остаточно звільнено від німецько-фашистських військ у серпні 1943 року.
По закінченню війни почалося відновлення господарства. У 1945 році повністю відбудований цукровий завод. У 1948 році був перевищений довоєнний рівень виробництва цукру. У 1950-х роках в селі працювала лікарня, медичний пункт, аптека. На початку 1950-х років було повністю відновлені довоєнні посівні площі всіх місцевих колгоспів.
У 1951 році в Кириківці відповідно до постанови Ради Міністрів Союзу РСР була утворена МТС, в 1958 році перейменована в РТС З 1959 року — Кириківське відділення Великописарівського районного об'єднання «Сільгосптехніка». З 1967 року — Великописарівське районне об'єднання «Сільгосптехніка». 1990 року — Великописарівське підприємство «Агротехсервіс», пізніше — ВАТ Великописарівське районне підприємство «Агротехсервіс». В даний час — ТОВ «Кириківський Техсервіс», який виконує замовлення громадян та підприємств.
З 1957 року Кириківка — селище Охтирського району. З 1959 року Кириківка увійшла до складу Великописарівського району Сумської області.
У 1992 році колгосп «Ленінський шлях» був перейменований в КСП «Ворскла», а у 2000 році перейменований в ПСП «Ворскла», з січня 2001 року сільгосппідприємство — СТОВ «Ворскла», згодом — ТОВ «Кириківка», пізніше, на базі земель колишнього сільгосппідприємства «Ворскла» створено нове приватне сільгосппідприємство ТОВ «Кириківське».
10 вересня 2016 року утворена Кириківська селищна громада.
19 липня 2020 року, в результаті адміністративно-територіальної реформи та ліквідації Великописарівського району, селище міського типу увійшло до складу Охтирського району.

## Інфраструктура
У селищі діє хлібоприймальний пункт, який був відкритий у 1929 році. За роки свого існування в хлібоприймальному підприємстві відбулися великі зміни. Всі роботи механізовані. Лабораторія пункту обладнана сучасною апаратурою. Місткість ХПП — 48 тис. тонн. З 2000 року — ВАТ «Кириківське хлібоприймальне підприємство».
На території ради працюють Кириківська та Заводська загальноосвітні школи І—ІІІ ступенів (217 учнів, 261 учень) та дитячий садок «Світлячок» (на 50 місць).
В селищі функціонує селищна лікарня на 15 ліжкомісць, амбулаторія, станція швидкої допомоги, стоматологічний кабінет, 3 аптеки. В селищі є Будинок культури, Заводський клуб, 2 бібліотеки. 2 музеї та 2 сквери.
Торговельне обслуговування населення здійснюють приватні підприємці, Правдинський робітничий кооператив. В селищі працюють 21 приватні крамниці, 1 крамниця Правдинського робітничого кооперативу, 4 підприємства громадського харчування, двічі на тиждень працює ринок.
На території селища діють: дільниця Великописарівського цеху електрозв'язку № 8, дільниця Великописарівського РЕМ, дільниця Охтирського управління експлуатації газового господарства, паливний склад, пожежна частина, дистанція захисних лісонасаджень, три відділення поштового зв'язку, мале підприємство «Агропостач».

## Економіка
- ТОВ «Кириківка».
- Кириківське хлібоприймальне підприємство.
- ТОВ Сумим'ясомолпром.
- ТОВ Агропромислова компанія «Великописарівська».

## Пам'ятки
- Кириківський парк — парк-пам'ятка садово-паркового мистецтва місцевого значення в Україні.
- Технологія виготовлення весільного короваю й шишок — елемент нематеріальної культурної спадщини Сумської області[7].

## Населення
| 1959 | 1979 | 1989 | 2001 | 2016 |
| ---- | ---- | ---- | ---- | ---- |
| 5534 | 4732 | 3861 | 3326 | 2891 |

## Розподіл населення за рідною мовою(2001)
| українська мова | російська |
| --------------- | --------- |
| 93,09 %         | 6,50 %    |

## Персоналії
- Бачин Сергій Вадимович — український військовик, учасник російсько-української війни[8].
- Горбань Владислав Вячеславович — командир вертолітної ланки вертолітної ескадрильї, капітан 18-тої окремої бригади армійської авіації Збройних сил України. Герой України (посмертно). Загинув у ході російського вторгнення в Україну 6 березня 2022 року[9].
- Кузьменко Сергій — сировар, який створив 30 власних рецептів популярного молочного продукту. Його авторський сир «Гетьманський» завоював гран-прі в Італії[10]
- Марченко Олексій Вікторович — солдат, учасник російсько-української війни 2014—2017.
- Масляний Антін Павлович — генерал-хорунжий Армії УНР.[11]
- Маценко Павло — український музикознавець, диригент, педагог, публіцист, редактор, громадський діяч в діаспорі.